# Virginia-Algonkin

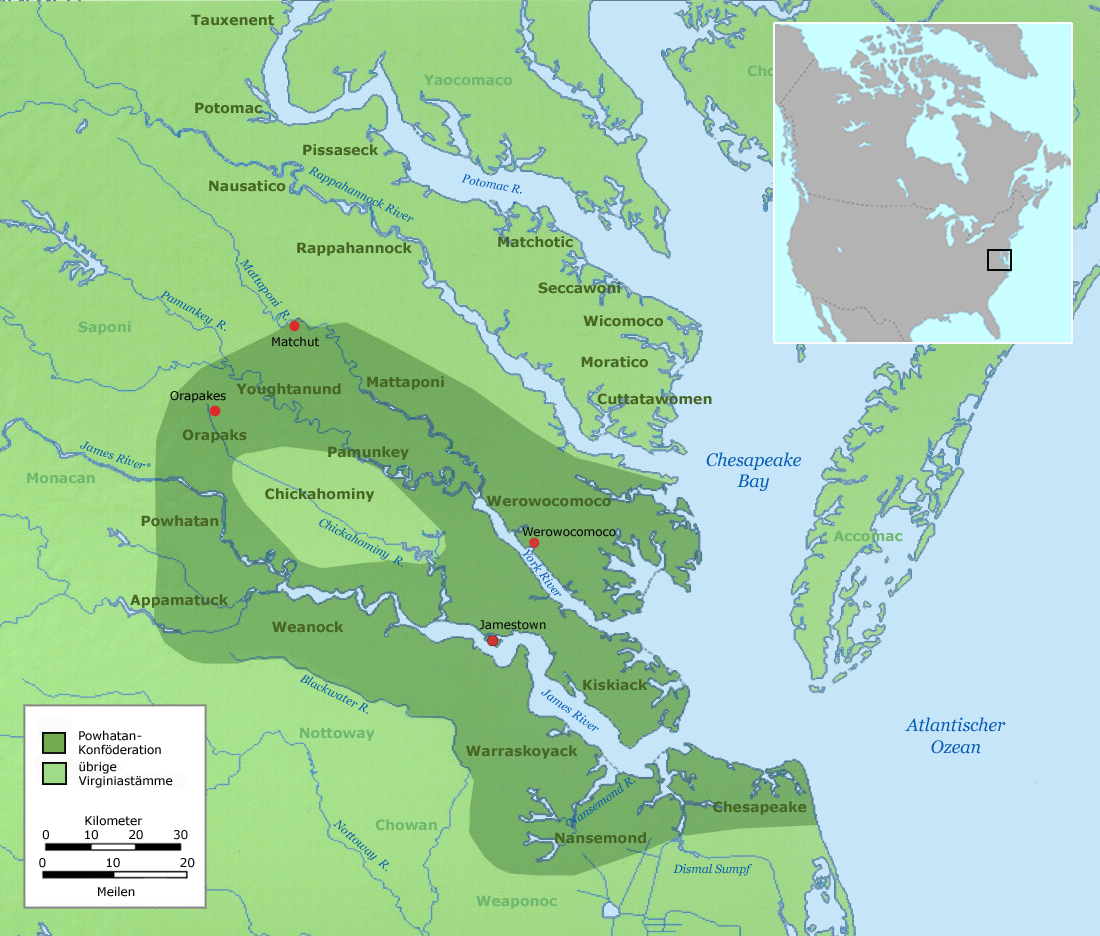
Verbreitung der Stämme in Virginia um 1610.

Die Virginia-Algonkin sind eine Gruppe kulturell verwandter Indianerstämme, die zu Beginn des 17. Jahrhunderts an den von den Gezeiten betroffenen Flüssen Virginias an der Ostküste Nordamerikas lebten. Sie gehören zu den südöstlichen Stämmen der Algonkin-Sprachgruppe, ihre Sprache ist jedoch heute ausgestorben.

## Wohngebiet und Umwelt
Im Westen wurde ihr traditionelles Wohngebiet durch das sogenannte Piedmont begrenzt, ein den Appalachen Mountains vorgelagertes maximal 300 Meter hohes Plateau. Hier lebten mit den Sioux verwandte Stämme, die den Küstenvölkern feindlich gegenüberstanden. Südlich lag der Great Dismal Swamp, der die Virginia-Algonkin von ihren sprachlich verwandten Gruppen in North Carolina trennte, während im Norden der Potomac River die Grenze ihres Wohngebiets bildete.
Die Küstenebene Virginias besteht aus Schwemmland, das sich bis zu 100 Metern über dem Meeresspiegel erhebt und teilweise von ausgedehnten Sümpfen und Marschland bedeckt wird. Vier Gezeiten-Flüsse ergießen sich in Chesapeake Bay, nämlich der Potomac, Rappahannock, York und James River, und teilen das Gebiet in vier große Halbinseln.
Das subtropische Klima der Region erstreckt sich bis über deren Nordgrenze hinaus und sorgt im Sommer für feuchtwarme Temperaturen mit ausreichendem Niederschlag. Nördlich des James River gedeihen ausgedehnte Eichen- und Kiefernwäldern, im Süden dagegen überwiegend feuchte Kiefernwälder. Zahlreiche Fischarten leben in den Küsten- und Inland-Gewässern, essbare Muscheln gibt es in der unteren Chesapeake Bucht und Austernbänke werden in vielen der Flussmündungen gefunden. Neben den ortsansässigen Vogelarten gibt es verschiedene Wasservögel, die in Virginia überwintern. An Säugetieren sind hauptsächlich Rotwild, Bär, Fuchs, Waschbär, Opossum, Biber, Fischotter, Eichhörnchen und Puma zu nennen.

## Sprache
Die Wörterliste von John Smith, dem Gründer von Jamestown, und William Stracheys Vokabular bilden die Hauptquellen, die von der Sprache der Virginia-Algonkin existieren; bei diesen sind allerdings Orts- und Eigennamen unterrepräsentiert. Die vorhandenen Beweisstücke reichen jedoch aus, um die Virginia-Algonkin in die Untergruppe der östlichen Algonkin-Sprache einzuordnen. Mindestens zwei Dialekte sind eindeutig auf phonetischer Basis zu unterscheiden, sie können jedoch nicht mit besonderen Gebieten verbunden werden.

## Stämme der Virginia-Algonkin
Nach der Ankunft der Engländer im Jahr 1607 wurden alle Stämme an James River, York River und Payankatank River und deren Nebenflüssen, mit Ausnahme der Chickahominy, Teil eines zentral regierten Bündnisses unter Powhatan als höchstem Häuptling. Einige der zuletzt beigetretenen Stämme, wie die Chesapeake und andere Stämme aus dem Süden Virginias, wurden jedoch niemals voll in das Imperium integriert.
Der unabhängige Stamm der Chickahominy verbündete sich abwechselnd mit seinen Powhatan-Nachbarn oder den Engländern, um seine Unabhängigkeit zu bewahren. Die Powhatan Gruppe brach nach dem Zweiten Powhatan-Krieg von 1644 bis 1646 auseinander. Besonders die Stämme am James River konnten nicht länger von den bis jetzt dominierenden Pamunkey beherrscht werden. Die Weanock befanden sich im Krieg mit den Nansemond, Potchayick und Powhatan. Obwohl die Kolonialregierung ihre Angriffe reduzierte, waren die Pamunkey nicht mehr in der Lage, die Kontrolle über die Chickahominy zu erhalten. Die wachsende Isolation der Indianer in den von Weißen bewohnten Gebieten trug zum Zerfall der früheren Konföderation bei.
| Gruppe                    | Stamm                 | Wohngebiet         |
| ------------------------- | --------------------- | ------------------ |
| Powhatan-Konföderation    | Chesapeake            | Chesapeake Bay     |
|                           | Mattaponi             | Chickahominy River |
|                           | Nansemond             | Nansemond River    |
|                           | Pamunkey              | Pamunkey River     |
|                           | Powhatan              | James River        |
|                           | Werowocomoco          | York River         |
|                           | und 25 weitere Stämme |                    |
| weitere Virginia-Algonkin | Chickahominy          | Chickahominy River |
|                           | Rappahannock          | Rappahannock River |

## Demografie
Nach der Ankunft der Engländer 1607 wurden alle Stämme an James, York und Payankatank River und deren Nebenflüssen, ausgenommen die Chickahominy, Teil einer zentral regierten Konföderation unter Powhatan als höchstem Häuptling.
Die Bevölkerungszahlen des siebzehnten Jahrhunderts werden durch zeitgenössische Quellen überliefert und zeigen den zahlenmäßigen Rückgang der Virginia-Algonkin, sind jedoch offensichtlich zu niedrig geschätzt, ausgenommen Stracheys Zahlen. Berechnungen bei nachgewiesenen Fällen ordnen die Bevölkerung der Virginia-Algonkin in die Größenordnung von 14.000 bis 21.000 Personen ein. Wenn man die frühen Bevölkerungsverluste durch importierte Infektionskrankheiten und kriegerische Auseinandersetzungen berücksichtigt, dann war die Gesamtzahl der Bevölkerung wahrscheinlich eher größer.
| Stämme       | Smith 1608 | Strachey 1611 | Hening 1669 | Beverley 1703   | Zensus 2000 |
| ------------ | ---------- | ------------- | ----------- | --------------- | ----------- |
| Powhatan     | 3.925      | 10.380        | 780         | 265             | 1.342       |
| Chickahominy | 835        | 1.000         | 200         | 55              | 1.007       |
| Cuttatawomen | 100        | 100           | -           | -               | -           |
| Matchotic    | 335        | 335           | -           | -               | -           |
| Moratico     | 265        | 265           | 135         | -               | -           |
| Nansatico    | 500        | 500           | 165         | -               | -           |
| Potomac      | 665        | 535           | -           | -               | -           |
| Potopaco     | -          | -             | 200         | 17              | -           |
| Rappahannock | 335        | 335           | 100         | einige Familien | 269         |
| Secacawoni   | 100        | 100           | -           | -               | -           |
| Tauxenent    | 135        | 135           | -           | -               | -           |
| Wicocomoco   | 435        | 435           | 235         | 10              | -           |

## Kultur im 17. Jahrhundert

### Lebensunterhalt
Das Leben der Virginia-Algonkin wurde durch die Beschaffung von Nahrungsmitteln bestimmt, wobei mit Jagen, Fischen und Sammeln von Wildkräutern etwa drei Viertel des Bedarfs gedeckt wurde, während der Rest aus dem Gartenanbau stammte. Der Jahreszyklus begann im Winter, wenn die Stämme flussaufwärts in ihre Jagdgründe zogen. Es beteiligten sich häufig bis zu 300 Jäger an organisierten, gemeinsamen Jagden. Mit Feuer wurde das Wild in den Schussbereich der Jäger getrieben oder in einen Fluss gejagt und von Booten aus getötet.
Für den Gartenanbau wurde Land rund um das Dorf mittels Brandrodung vorbereitet. Von April bis Juni wurde Mais von Frauen und Kindern mit Pflanzstöcken gepflanzt und Unkraut gejätet. Die Männer waren zur Arbeit auf den Feldern des Häuptlings verpflichtet. Außer Mais wurden zwei Bohnensorten, Melonen, Kürbisse, Passionsblumen und Tabak angebaut. Bis zur Ernte im August bis Oktober teilten sich die Stämme in kleine Gruppen. Während das Sammeln von Wurzeln, Nüssen und Eicheln Frauenarbeit war, fischten die Männer mittels Flusswehren aus Rohr, Angelhaken, Netzen und Pfeilen, die mit dem Bogen durch Leinen verbunden waren. Versuche der Engländer etwa ab 1650, bei den Indianern Viehzucht einzuführen, hatten wenig Erfolg. Einige Ureinwohner züchteten um 1673 Schweine, aber die meisten Gruppen zogen es vor, die Tiere ihrer englischen Nachbarn zu erbeuten.
Fleisch, Fisch und Schalentiere wurde zu einer Suppe gekocht. Teig aus Maismehl, gemahlen in hölzernen Mörsern, wurde in Form von Kugeln oder flachen Kuchen entweder gebacken oder gekocht. Wohlbekannt war ein dicker Maisbrei, der Hominy genannt wurde. Junger Mais fand bei mehreren Speisen Verwendung und sogar geröstete und pulverisierte Maiskolben wurden gegessen. Brot und Suppe stellte man außerdem aus Eicheln, Kastanien und Grassamen her. Die Asche von Hickorybäumen und anderen Pflanzen diente als Salzersatz. Wasser war das alleinige Getränk vor der Einführung des Alkohols. Im begrenzten Umfang wurden Nahrungsmittelvorräte auf Gestellen oder in Gruben gelagert. Nur die Häuptlinge allein waren in der Lage, größere Mengen an Mais, Bohnen, Trockenfleisch, Fisch und Austern in ihren Vorratslagern zu speichern.
Die englische Kolonie beeinflusste die einheimische Wirtschaft stark. In den frühen Tagen wurden von den Siedlern große Maismengen von den Indianern gekauft oder gestohlen. Nach dem Jamestown-Massaker im Jahr 1622 bestand die Taktik der Engländer darin, die Indianer durch Abbrennen ihrer Felder in jedem Sommer zu bestrafen. Später erwiesen sich die Reservate häufig als zu klein für den Lebensunterhalt, da sich der Boden durch den Maisanbau schnell erschöpfte, aber das Recht zum Jagen, Fischen und Sammeln von Wildpflanzen außerhalb des Reservats musste von der Kolonialregierung bewilligt werden.

### Materialwirtschaft
Werkzeuge bestanden aus Stein, Knochen, Muscheln, Holz oder Metall. Bäume wurden durch Feuer gerodet oder durch Schälen der Rinde zum Absterben gebracht. Die Holzbearbeitung erfolgte durch kantige Steine und Muschelschalen. Das Hirn von Tieren diente zum Gerben von Häuten und Fellen. Frauen waren geschickte Töpferinnen, die ihre mit zermahlenen Muscheln gehärteten Tonwaren mit erfundenen Motiven verzierten. Frauen stellten zudem Körbe und Matten aus Binsen und Indianer-Hanf her. Ein einfacher Drill diente als Feueranzünder und als Zunder wurden Moos, trockene Blätter und verrottetes Holz verwendet. Neben Töpfen dienten geflochtene Taschen und Körbe, Kürbisse, hölzerne und steinerne Schüsseln und Lederbeutel als Behälter. Ein sogenanntes Wiegenbrett diente als Babytrage. Einbaum-Kanus bis 17 Meter Länge wurden auf den Wasserwegen gepaddelt oder gestakt. Brücken aus hölzernen, gespalteten Pfosten und Laufbrettern überspannten Bäche und Sümpfe und gut erkennbare Pfade durchquerten die Wälder.
Die Werkzeuge der Ureinwohner, wie Messer aus Ried-Splittern, Schaber aus Stein und Muscheln, Gravierwerkzeug aus Bärenzähnen, Ahlen und Nadeln aus Knochen, hölzerne Hacken und steinerne Äxte mit Holzgriffen, wurden frühzeitig von eisernen Werkzeugen europäischem Ursprungs verdrängt. Eiserne Tomahawks ersetzten die bisher üblichen hölzernen, säbelförmigen Keulen mit einem Kugelkopf, der mit Stein- oder Metallspitzen bewehrt war. Einfache Bögen aus Ahorn, Akazie oder Haselnusszweigen wurden mit gedrehten Lederstreifen oder Därmen bespannt. Die Pfeile hatten einen Schaft aus Holz oder Ried, hinten zwei Federn zur Stabilisierung und eine Spitze aus Stein, Knochen, Truthahnkrallen, Vogelschnäbeln und Muscheln. Trotz Verbots erlernten die Indianer bald den Gebrauch von Feuerwaffen. Pfeifen wurden aus Ton hergestellt und mit punktierten Mustern oder eingelegtem Kupfer geschmückt.
Die Dörfer bestanden zumeist aus mehreren benachbarten Weilern, die an den Flüssen entlang aufgereiht waren. Nur wenige Dörfer, besonders in Nord-Virginia, waren von Palisaden geschützt. Die Häuser von viereckigem Grundriss waren rund 9 Meter breit und 17 Meter lang, bestanden aus einem Gerüst gebogener Stangen und waren mit Matten aus Rinde oder Ried bedeckt. Sie hatten zwei Türen aus beweglichen Matten, ein Loch in der Decke als Rauchabzug und ein offenes Feuer in der Mitte. Mattenbedeckte erhöhte Plattformen entlang der Wände dienten als Nachtlager. Außerdem gab es Vorratslager, Schwitzhütten, Tempel und das Haus des Häuptlings und das Versammlungshaus. Während der Jagdzeit errichteten die Frauen kleine, mit Matten bedeckte Hütten, die nur vorübergehend bewohnt wurden.

### Kleidung
Alle Indianer in Virginia trugen in der warmen Jahreszeit eine Art Lendenschurz, der aus einem Gürtel und einer Schürze aus Leder oder pflanzlichem Material bestand. Die Kinder liefen zumeist unbekleidet herum, nur bei den älteren wurde ein Bündel aus Moos zum Bedecken der Genitalien benutzt. Im Winter bestand die Kleidung aus einfachen Mokassins aus Hirschleder und Leggins, die am Gürtel befestigt wurden. Die Oberkleidung aus Hirsch- oder Waschbärfell wurde über einer Schulter befestigt oder um den Körper gewickelt, sie war häufig mit Fransen besetzt und bemalt oder mit Muscheln und Kupferperlen verziert. Darüber hinaus gab es Federmäntel, die aus auf einem Netz befestigter Truthahnfedern bestanden und vorwiegend von Angehörigen der oberen Klasse getragen wurden. Europäische handelsübliche Stoffe, vorzugsweise in roter Farbe, verdrängten nach und nach die Lederkleidung. Die Haartrachten zur Kennzeichnung von Rang und Klasse waren vielfältig, sie waren mit gefärbten Haarbüscheln aus Hirschhaaren, einzelnen Federn, Federkappen, kupfernen Verzierungen und gewebten Bändern mit Muschelperlen besetzt, Geweihe wurden als Kopfschmuck benutzt. Priester machten sich durch spezifische Kleidungs- und Schmuckstücke kenntlich.

### Lebenszyklus
Der Name, den ein Kind kurz nach der Geburt erhielt, war nicht endgültig, sondern er konnte sich im Lauf des Lebens ändern. Ein Virginia-Algonkin konnte zusätzliche Namen erwerben, die besonderen Verdiensten oder Fähigkeiten entsprachen. Säuglinge wurden regelmäßig frühmorgens in kaltem Wasser gebadet. In der Pubertät musste sich ein Teil der Jugendlichen dem Huskenaw-Ritus unterziehen. Einige geeignete Jungen im Alter von 10 bis 15 Jahren wurden durch den Häuptling und Priester ausgesucht, rituell von ihren Eltern getrennt und lebten darauf neun Monate lang abgeschieden in den Wäldern, wo sie zu Priestern oder Beratern ausgebildet wurden.
Vor der Hochzeit entrichtete der Bräutigam an die Familie der Braut einen Brautpreis. Ein Mann konnte so viele Frauen heiraten wie er ernähren konnte, aber allgemein war nur ein Angehöriger der Oberklasse vermögend genug, um mehr als eine Frau zu versorgen. Nach der Heirat zog die Frau in das Haus ihres Ehemanns. Powhatan verlieh seine Frauen manchmal an befreundete Stammesführer, um zum Beispiel die Allianz zu festigen.
Nach dem Tode wurde der Besitz in der männlichen Linie weitergegeben. Trauern war Aufgabe der Frauen, die ihr Gesicht schwärzten und 24 Stunden lang den Toten beweinten. Der Verstorbene wurde in Matten oder Felle gewickelt und beerdigt oder auf einem Gerüst bestattet, wobei man später das verweste Fleisch entfernte. Der Körper eines Weroance genannten Häuptlings wurde erhalten, indem die Knochen gesäubert und die Originalhaut wieder darüberzogen und vernäht wurde. Dann fand er seine letzte Ruhestätte auf einem Gerüst im westlichen Teil eines Tempels, von dem es mindestens ein Exemplar in jedem Stammesgebiet gab.

### Soziale Organisation
Der Haushalt, wahrscheinlich eine Art erweiterter Familie, galt als die kleinste Einheit der Virginia-Algonkin und hatte rund 6 bis 20 Angehörige. Ein oder mehrere Dörfer bildeten einen Stamm, der von einem Weroance geführt wurde. Maßgeblich für die Vererbung der Häuptlingswürde war die weibliche Linie.
Status oder Reichtum konnten von jedem Stammesmitglied durch Erfolg im Krieg oder persönliche wirtschaftliche Leistungen erworben werden. Das hatte zur Folge, dass die soziale Organisation der Virginia-Algonkin durch Vielschichtigkeit gekennzeichnet war. Allerdings gab es einschränkende Maßnahmen zur Erhaltung der herrschenden Klasse. Ein Teil der wirtschaftlichen Erträge waren tributpflichtig und dieser musste an den Weroance und den Priester gezahlt werden. Des Häuptlings Felder mussten von Stammesangehörigen bearbeitet werden und Profite aus Handelsmonopolen waren der herrschenden Klasse vorbehalten. Soziale Beförderungen wurden durch die Oberklasse vorgenommen. Gute Krieger oder andere verdiente Personen wurden vom Werowance mit materiellen Gütern und Titeln ausgezeichnet. Außer dem Werowance gehörten seine Ratgeber und die Priester zur Oberklasse. Obwohl Frauen auch Häuptlinge werden konnten, waren alle Berater und Priester Männer. Powhatans Staat wird zwar als „Konföderation“ bezeichnet, zutreffender wäre jedoch Monarchie in kleinem Rahmen. Die Mitgliedschaft der Stämme innerhalb der Gruppe war nicht freiwillig, sondern erfolgte durch Vererbung oder Unterwerfung des obersten Häuptlings. Politischer und wirtschaftlicher Zwang hielten den Staat zusammen.
Die ersten Jahre nach dem europäischen Kontakt waren von einer Politik der Kolonisten gekennzeichnet, durch die die Position Powhatans als oberster Häuptling und die Position der Werowances bei den Stämmen gestärkt werden sollte. Die Häuptlinge gewannen durch die Entwicklung von Handelsverbindungen an Vertrauen und ihr Prestige stieg, als die Briten ihre Führungseigenschaften bei Streitigkeiten innerhalb der Stämme anerkannten. Während die Rolle des Werowance weiterhin wichtig blieb, verschwand später die Position des obersten Häuptlings, als sich die Zerstückelung der Stammesterritorien fortsetzte. Priester hatten in der Ratsversammlung die letzte Entscheidung über einen Kriegszug und der Weroance oder ein Stellvertreter bekam die Führungsposition. Üblich war das Erbeuten von Skalps und Kopf-Trophäen. Powhatans Leibwache bestand aus mindestens 50 Kriegern und bildete eine Art stehender Armee in Friedenszeiten.

### Religion
Quiyoughcosuck war die Bezeichnung für einen Priester und gleichzeitig für eine niedrige, wohlgesinnte Gottheit. Im Gegensatz zu einem bösartigen Gegenspieler namens Tagkanysough, einem schrecklichen mörderischen auch Oke genannten Gott, dessen Ebenbild im Tempel aufbewahrt und in die Schlacht mitgenommen wurde. Von toten Werowances und Priestern glaubte man, dass sie in Gestalt eines Oke weiterleben würden. Eine andere Gottheit war Ahone, ein friedliebender Gott, dem keine Gaben gebracht wurden. Entsprechend der Ideologie der oberen Klasse konnten nur Häuptlinge und Priester eine Art Leben nach dem Tode erwarten. Allgemein jedoch glaubte das Volk an die Wiedergeburt und ein Leben nach dem Tode für alle. Gaben von Perlen, Kupfer, Tabak oder roter Farbe wurden dem Gott Oke auf steinernen Altären in den Wäldern gebracht.
Die Priester, von denen es mindestens zwei Klassen gab, lebten in den Tempeln, wo sie ein ewiges Feuer unterhielten und die Vergangenheit in Bilderschrift aufzeichneten. Sie organisierten von September bis Mitte November Zeremonien, verwalteten die Schätze der Werowances, fungierten als Zauberer und als Ärzte, indem sie die Krankheit mit magischen Prozeduren und Anwendung von Heilkräutern zu heilen suchten. Bei ihren Ritualen gebrauchten die Priester eine Sprache, die für das gemeine Volk unverständlich war.

## Geschichte

### Sechzehntes Jahrhundert
Alte spanische Karten weisen darauf hin, dass es um 1525 Kontakte mit den Virginia-Algonkin an der Chesapeake Bay gab. Etwa um 1560 nahm ein spanisches Schiff einen Indianer vom Stamm der Kiskiack an Bord, der sich als Angehöriger einer Häuptlingsfamilie am York River herausstellte. Er wurde auf den Namen Don Luis nach dem spanischen Vizekönig Luis de Velasco in Mexiko getauft und auf Kuba und in Spanien erzogen. Im September 1570 führte Don Luis eine kleine Gruppe spanischer Jesuiten und einen spanischen Jungen zu den Kiskiack in der Nähe des heutigen Jamestown in Virginia, um dort eine Mission zu errichten. Schon bald nach seiner Rückkehr hatte Don Luis seine Position als Stammeshäuptling eingenommen. Es kam zu Konflikten mit den Missionaren. Im Frühjahr 1571 wandte er sich gegen seine früheren Lehrer und stachelte seine Stammesbrüder auf, die Missionare zu ermorden. Der spanische Junge überlebte und wurde von Don Luis Bruder adoptiert. 1572 erschien vor der Küste eine spanische Strafexpedition, rettete den Jungen und tötete mindestens 40 Indianer.

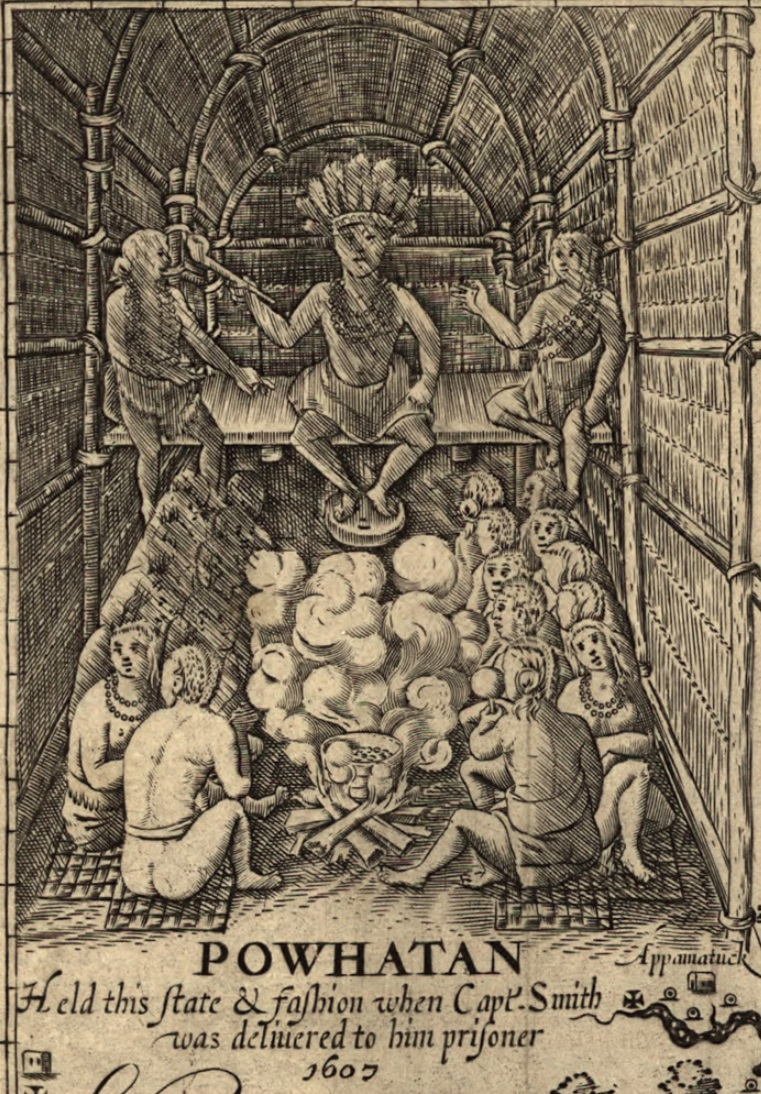
Häuptling Powhatan in einem Langhaus in Werowocomoco (Detail aus der Karte von John Smith, 1612)

Don Luis Familie herrschte im Jahre 1570 über die Stämme entlang des unteren York Rivers. Häuptling Wahunsonacock, möglicherweise der Sohn von Don Luis Schwester, erbte dieses Land zwischen 1572 und 1597 und außerdem das Gebiet am James River unterhalb der Wasserfälle. Im Jahr 1597 eroberte er Kecoughtan und vor 1607 gliederte er fast alle anderen Stämme am James und York River in die Powhatan-Konföderation ein. Wohunsonacock, von den Engländern später Powhatan genannt, herrschte schließlich über 31 Stämme und rund 13.000 Menschen. Es ist wahrscheinlich, dass die Kontakte zu Europäern das Entstehen von derartig großen politischen Einheiten förderten.
Die englischen Kolonisten aus Roanoke im späteren North Carolina hatten den ersten, allerdings feindlichen Kontakt mit den Virginia-Algonkin im Jahr 1584. Im Jahr 1588 erreichten Spanier erneut die Chesapeake Bucht auf der Suche nach der englischen Kolonie.

### Siebzehntes Jahrhundert
Im Mai 1607 legten drei englische Schiffe in der Chesapeake Bay nahe der Mündung des James Rivers an. 104 Männer, von der Londoner Virginia Company geschickt, gründeten hier die Kolonie Jamestown. Mit der Einrichtung einer dauernden englischen Kolonie spürten alle benachbarten Stämme sofort die Anwesenheit der Siedler. Furcht, hervorgerufen durch vorherige traumatische Erlebnisse mit Weißen und Hoffnung auf Vorteile durch Beziehungen mit einem technisch überlegenen Volk sind kennzeichnend für die gemischten Gefühle, mit denen man den Siedlern begegnete. Die Indianer wechselten häufig ihre Meinung, ob sie mit ihnen handeln und sich verbünden oder die Fremden vernichten sollten. Diese schwankende Haltung erlaubte den Engländern, die ersten Jahre zu überleben und sogar von den Indianern den Anbau von Mais, den Fischfang und den Bau von Rindenhütten zu erlernen.

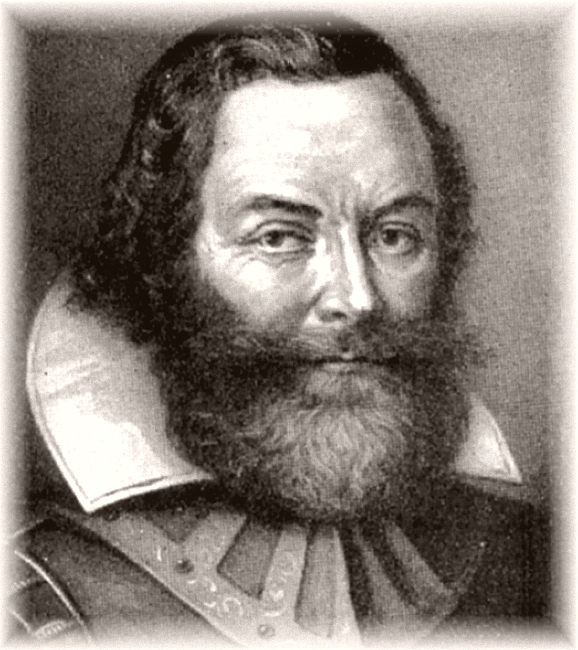
Captain John Smith

Captain John Smith, der dritte Präsident von Virginia, erwies sich als der starke Führer, den die Kolonie brauchte. Der Handel mit den Indianern florierte und die Beziehungen zum Volk von Häuptling Wahunsenacawh (auch Powhatan genannt (ca. 1545–ca. 1618)) verbesserten sich. Eine neue Anwerbungskampagne der Virginia Company sorgte für neuen Zufluss an Kapital und Investoren. Zwischen März 1608 und 1609 wagten mehr als 600 Kolonisten die Fahrt über den Atlantik nach Virginia.
Die englischen Kolonisten schlossen Bündnisse mit mehreren Stämmen und die Chickahominy hatten sogar Jakob I. als ihren König anerkannt. Die Heirat der Tochter Wahunsenacawh, Pocahontas, mit dem Engländer John Rolfe im April 1614 war ein Symbol für den neuen Frieden zwischen den beiden Völkern.

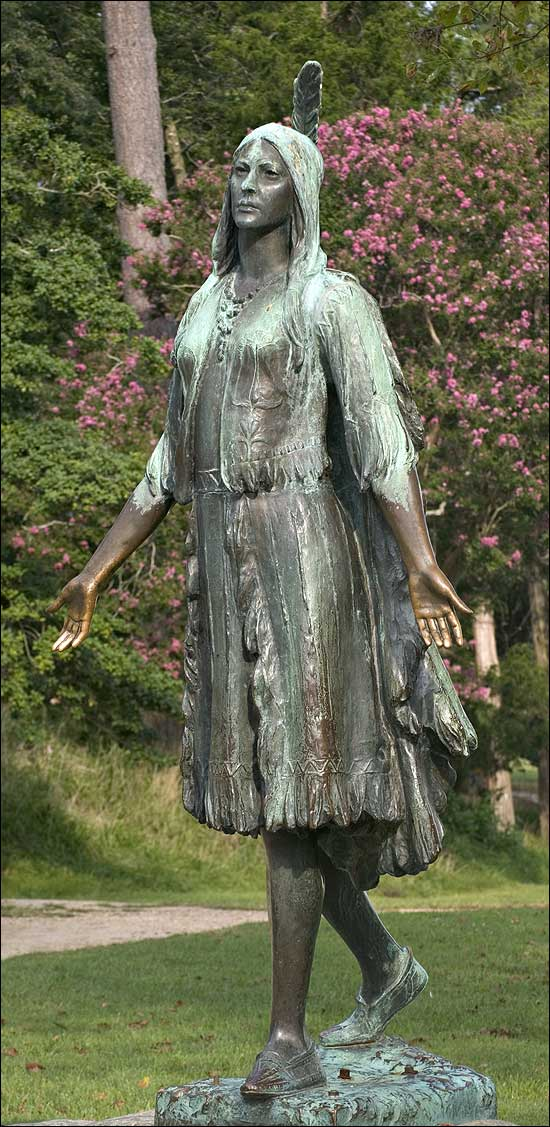
Pocahontas-Statue in Jamestown, 1922 errichtet

Bis 1622 versuchten beide Seiten, die Kontrolle über die andere zu bekommen. Mit kleineren Gefechten wurde die indianische Bevölkerung aus großen Teilen der Virginia Halbinsel verdrängt. Als die Indianer sahen, dass die Zeit gegen sie arbeitete, gelang es ihren Priester leicht, ihre Gefühle gegen die Eindringlinge aufstacheln. Am 22. März 1622 führte die Powhatan-Konföderation, unterstützt durch Chickahominy und einige Stämme vom Potomac River, den ersten konzentrierten Angriff gegen die Kolonisten. Es kam zum so genannten Jamestown-Massaker, bei dem 347 Siedler getötet wurden. Es folgte ein Jahrzehnt unterbrochener Kriege, bei denen die Indianer hohe Verluste erlitten.
Als die Powhatan am 18. April 1644 zum zweiten Mal versuchten, die Engländer zu vertreiben, standen ihnen 15.000 Kolonisten und deren indianische Verbündete gegenüber. Nach zwei Kriegsjahren wurde ein Frieden geschlossen, der die Virginia-Algonkin unter die Kontrolle der Engländer stellte und sie alles Land zwischen York und Blackwater River kostete. Obgleich den Engländern nominell das Betreten von indianischem Land verboten war, besetzten sie dort bald große Gebiete. Nach 1650 kämpften Krieger der Pamunkey und Chickahominy für die Engländer gegen eindringende Irokesen. Doch während der Bacon’s Rebellion 1676 wurden antiindianische Gefühle mobilisiert. Das führte zum Angriff auf die unbeteiligten Stämme der Appamatuck, Chickahominy und Pamunkey. Im Jahre 1677 wurde ein neuer Vertrag geschlossen, durch den die Indianer ihr restliches Land verloren und in kleine Reservate gepfercht wurden, für die sie den Kolonisten obendrein Tribut zahlen mussten.

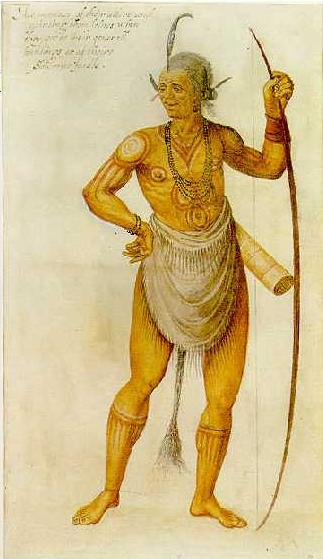
Opechancanough, Powhatans jüngerer Bruder

Trotz Lippenbekenntnissen der Engländer, sich um die Erziehung und Christianisierung der Indianer zu kümmern, wurde das gesamte siebzehnte Jahrhundert hindurch nichts getan. Nur wenige Indianer sprachen um 1700 Englisch, weil die Verwaltungsgeschäfte normalerweise durch Dolmetscher abgewickelt wurden. In engeren Kontakt mit der europäischen Zivilisation kamen hauptsächlich jene Indianer, die als Jäger, Pfadfinder oder Bedienstete der Kolonisten arbeiteten. Die Beziehungen zwischen Algonkin-Stämmen und ihren traditionellen Feinden, den Sioux und Irokesen, blieben gespannt, verloren aber ihre ursprüngliche Bedeutung unter dem Einfluss der Weißen. Im Jahr 1685 wurde mit den Fünf Nationen ein Vertrag geschlossen, der deren Überfälle in Virginia beenden sollte.

### Achtzehntes und neunzehntes Jahrhundert
Die Weanock, Appamatuck, Potopaco und Rappahannock gelten seit 1722 als ausgestorben, obwohl die Rappahannock in ihrem im späten siebzehnten Jahrhundert errichteten Reservat bis in das zwanzigste Jahrhundert fortbestanden. Dasselbe gilt für die Chickahominy, die vor 1760 aus dem Blick der Öffentlichkeit verschwanden und für die Nansemond, die ihr Schicksal teilten, nachdem sie ihr Reservat im Jahr 1786 verkauften. Die Geschichte der Nansatico endet abrupt im Jahr 1705, als der gesamte Stamm nach einem von Stammesangehörigen begangenen Mord nach Antigua deportiert wurde. Nur die Pamunkey und Mattaponi behielten ihren Stammesstatus in Reservaten, deren Größe jedoch ständig schrumpfte. Treuhänder wurden im Jahr 1744 für die Nansemond und 1759 für die Pamunkey bestellt, die verhindern sollten, dass die Indianer bei Landverkäufen betrogen wurden.
Die zunehmende Anpassung an die europäische Kultur führte zu Konflikten zwischen Traditionalisten und englisch-orientierten Gruppen. Beide Seiten traf das gleiche Schicksal, denn auch die größtmögliche Assimilation an weiße Normen führte nicht zur Anerkennung als Weiße.
Mischehen mit Weißen und Schwarzen außerhalb der Reservate förderten die Isolation. Geflüchtete schwarze Sklaven und Weiße, die mit dem Leben in ihrer eigenen Gesellschaft unzufrieden waren, lebten gelegentlich bei den Indianern und waren oft mit ihnen ehelich verbunden. Andererseits wurden unter Weißen lebende Indianer häufig gezwungen, sich mit Schwarzen zu vermischen. Manche Indianer behaupteten später, um deren Kinder in die Sklaverei zu schicken. Tatsächlich aber öffnete die Rassenvermischung den Weg zur Rassen-Diskriminierung, nachdem die Indianer im Jahre 1705 in die Kategorie der Farbigen eingestuft wurden. Ehen mit Weißen dagegen galten als prestigefördernd und wurden etwas später ein wichtiger Bestandteil der Stammesgeschichte, wenn man einen weißen Vorfahr nachweisen konnte.
Die Anpassung an die weiße Ernährungsweise erfolgte langsam. Weiterhin wurde Mais angebaut, gejagt und gefischt. Baumwolle wurde von Frauen angepflanzt und geerntet. Um 1850 begannen die Männer jedoch, sich mit Landwirtschaft zu beschäftigen. Zur Jagd wurden Pfeile und Bogen oder Gewehre benutzt und eine große Vielfalt an Fallen war in Gebrauch. Schließlich wurde die Viehzucht eingeführt und Teil der indianischen Wirtschaft. Hühner und Kühe hielt man in der Nähe der Häuser, während Rinder und Schweine weiteren Auslauf hatten und nur zum Mästen eingefangen wurden.
Häuser aus Baumstämmen oder Brettern ersetzten allmählich rinden- oder mattengedeckte Hütten. Einbäume wurden durch Boote aus Planken ersetzt. Die Kleidung bestand hauptsächlich aus gewebten Stoffen, die selbst gesponnen oder gekauft wurden. Männer bevorzugten lange Haare, um sich erkennbar von Schwarzen zu unterscheiden. Außer in zwei Reservaten löste sich die formale Stammesorganisation auf, doch das Bewusstsein der Stammesangehörigkeit wurde angesichts des äußeren Drucks beibehalten. Die Gruppenbindung erfolgte außerdem weiterhin durch Heiraten innerhalb der Gemeinschaft. In den Reservaten verboten Stammesgesetze Eheschließungen mit Schwarzen, eine Einschränkung, die später auch von den Gruppen außerhalb der Reservate übernommen wurde. Polygamie wurde bis 1712 praktiziert und verschwand dann mit der indianischen Religion, so dass der Weg zur Christianisierung geöffnet wurde. Die meisten Gruppen bekannten sich noch vor 1800 zum baptistischen Glauben. Die Lehre von den indianischen Heilkräutern, vormals eine Domäne der Priester, wurde als allgemeines Wissen überliefert.

### Zwanzigstes Jahrhundert
Um 1900 lebten nur noch die Pamunkey und Mattaponi in ihren Reservaten und hatten ihre Stammesidentität behalten. Seit 1900 wurden versucht, die Zahl der Menschen mit Indianerstatus und deren Veränderung zu ermitteln. Während die Zahl der Indianer im östlichen Virginia zunahm, schrumpfte sie in den Reservaten mangels Verdienstmöglichkeiten. Seit 1960 wurden die in ländlichen Gebieten lebenden Indianer von denen in städtischen Ballungsräumen wohnenden zahlenmäßig überholt. Einige der in Städten oder Vorstädten lebenden Indianer waren noch ihrem Stamm angeschlossen, während andere nicht einmal als Nachkommen der Virginia-Algonkin galten. Mehr als die Hälfte des rund 3,7 km² großen Pamunkey-Reservates besteht aus bewaldetem Sumpf und ist für die Landwirtschaft nicht geeignet. Während das anbaufähige Land unter den Bewohnern aufgeteilt ist, wird der Rest in sechs Flächen oder Jagdgebiete unterteilt und jährlich an die höchsten oft nichtindianischen Anbieter verpachtet. Das Mattaponi-Reservat umfasst nur 0,5 km².
Landwirtschaft blieb bis nach dem Zweiten Weltkrieg eine wichtige Verdienstmöglichkeit für die Indianer. Die Jagd in Gruppen, Fallenstellen und Fischen mit Netzen, Leinen und Angeln wurde weiterhin ausgeübt, obwohl verschiedene früher gebrauchte Methoden durch staatliche Jagd- und Fischereigesetze verboten waren. Während der Fischsaison verkauften die Pamunkey und Mattaponi täglich ihren Fischfang an eine Gesellschaft in Richmond. Viele Indianer pendelten zu Jobs in die Städte, wie Richmond, Fredericksburg oder Washington, wo sie in den verschiedensten Berufen arbeiteten. Einige der traditionellen Fertigungstechniken im östlichen Virginia überdauerten bis ins zwanzigste Jahrhundert. Körbe aus Spänen der Weißeiche fanden große Verbreitung. Die Rappahannock stellten auch Körbe aus Binsen her, während die Mattaponi Stängel aus Geißblattholz (Honeysuckle) benutzten. Die Töpfereikunst der Pamunkey wurde 1932 durch eine staatlich errichtete Töpfereischule wiederbelebt. Die Produkte werden noch heute in elektrischen Trockenöfen gebrannt, mit bunten Farben bemalt und glasiert. Diese und andere Erzeugnisse verkauft man in einem Handelsposten (Trading Post) des Reservats.
Obwohl um 1950 Mischehen mit Weißen häufiger wurden, bevorzugt man noch die Heirat mit anderen Indianern. Mischehen mit Schwarzen hatten allgemein die Ausweisung aus dem Stamm zur Folge. Dessen ungeachtet wurden Indianer genauso häufig diskriminiert wie Schwarze, besonders durch die Anwendung des „Virginia-Rassen-Integrations-Gesetz“ von 1924. Eine große Zahl von Heiraten unter Verwandten wurde von den Chickahominy bekannt. Zur Zeit der Rassentrennung war den meisten Indianern der Zugang zu weißen Schulen verwehrt und sie lehnten ihrerseits den Besuch von „farbigen“ Schulen ab. Die kleinen Privatschulen der Chickahominy und Upper Mattaponi, wie auch die staatliche Reservatsschule der Pamunkey und Mattaponi boten nur Unterricht bis zur siebten Klasse. Nach 1950 kamen höhere Klassen bei einigen Schulen dazu. Die Rappahannock und Nansemond hatten niemals eigene Schulen, aber die Nansemond wurden zu weißen Schulen zugelassen. Lehrer waren hauptsächlich indianischer Abstammung und indianische Künste und Techniken konnten dort erlernt werden.
Die meisten Indianer des östlichen Virginia sind Baptisten, bis auf die methodistischen Nansemond. Die älteste Kirche ist die Pamunkey-Indian-Baptist-Church von 1865. Die Mehrzahl der Gemeinden wird jedoch von weißen Geistlichen betreut. Seit etwa 1950 findet jedes Jahr am 4. September das Chickahominy-Fall-Festival statt. Organisiert von den Western Chickahominy, die außerdem aktiv an panindianischer Politik teilnehmen, werden an diesem Ereignis indianische Tänze und andere Aktivitäten vorgeführt, um die Beziehungen zu den Indianern außerhalb des Staates zu beleben.

## Heutige Situation
Heute sind acht in Virginia lebende Indianerstämme vom Bundesstaat Virginia staatlich anerkannt (State recognition) worden. Sieben davon gehören zu den Virginia-Algonkin, der achte Stamm, die Monacan Indian Nation, gehört zu den östlichen Sioux.
Die einzelnen Stämme der Virginia-Algonkin werden von einem Häuptling und einem Rat von vier bis acht Mitgliedern regiert. Wahlen finden alle vier Jahre statt und die Wiederwahl ist unbegrenzt erlaubt. Bei den Reservats-Indianern haben allerdings nur die Männer Stimmrecht. Der Rat ist die Exekutive des Stammes. In dem Reservat regelt der Rat außerdem die Geschäfte mit dem Reservatsland und wählt die Treuhänder des Stammes aus geeigneten weißen Bürgern der Gegend aus, die den Rat bei Bedarf unterstützen sollen. Der Häuptling repräsentiert seinen Stamm nach außen und wird immer nach seinen persönlichen Fähigkeiten ausgewählt, obwohl er auch der Sohn eines früheren Häuptlings sein kann.
Die meisten Indianer des östlichen Virginia sind Baptisten, bis auf die methodistischen Nansemond. Die älteste Kirche ist die Pamunkey-Indian-Baptist-Church von 1865. Die Mehrzahl der Gemeinden werden jedoch von weißen Geistlichen betreut.
- Chickahominy

Die Stammesangehörigen der Chickahominy leben in der Mehrzahl im Charles City County in Virginia, wo der Stamm auch schon um 1600 beheimatet war. Heute wird der Stamm von einem zwölfköpfigen Council (Stammesrat) einschließlich eines Häuptlings und zwei Stellvertretern geführt, die alle durch die Stammesmitglieder gewählt werden. Es gibt heute rund 875 Angehörige, die innerhalb eines Umkreises von 8 km um das Stammeszentrum leben. Einige weitere Hundert Chickahomini sind in anderen Teilen der Vereinigten Staaten zu finden. Der Stamm erhielt die staatliche Anerkennung im Jahr 1883 und bemüht sich seit 1996 um die bundesstaatliche Anerkennung (Federal recognition). Häuptling der Chickahominy ist zurzeit Stephen Adkins. Seit etwa 1950 findet jedes Jahr am 4. September das Chickahominy-Fall-Festival statt. Organisiert von den Western Chickahominy, die außerdem aktiv an panindianischer Politik teilnehmen, werden an diesem Ereignis indianische Tänze und andere Aktivitäten vorgeführt, um die Beziehungen zu den Indianern außerhalb des Staates zu beleben.
- Eastern Chickahominy

Das heutige Stammeszentrum befindet sich rund 40 km östlich von Richmond in Virginia. Der Stamm, der 1983 staatlich anerkannt wurde, kaufte im Jahr 2002 rund 166.000 m² Land, um dort ein Stammeszentrum und ein Museum zu errichten. Häuptling der Eastern Chickahominy ist zurzeit Gene Adkins.
- Mattaponi

Die Angehörigen dieses Stammes leben in einem Reservat, das am Ufer des Mattaponi Rivers im King William County in Virginia liegt. Die Mattaponi Indian Reservation wurde schon 1658 eingerichtet, verlor jedoch im Laufe der Jahre an Größe. Heute umfasst sie nur noch eine Fläche von rund 0,6 km² (150 Acres). Obwohl in der Stammesrolle 450 Mitglieder eingetragen sind, leben aktuell nur noch 75 Menschen in dem Reservat. Der Stamm wird von einem neunköpfigen Council einschließlich eines Häuptlings und eines Stellvertreters geführt, die alle durch die Stammesmitglieder gewählt werden. Häuptling der Mattaponi ist zurzeit Carl Custalow.
- Nansemond

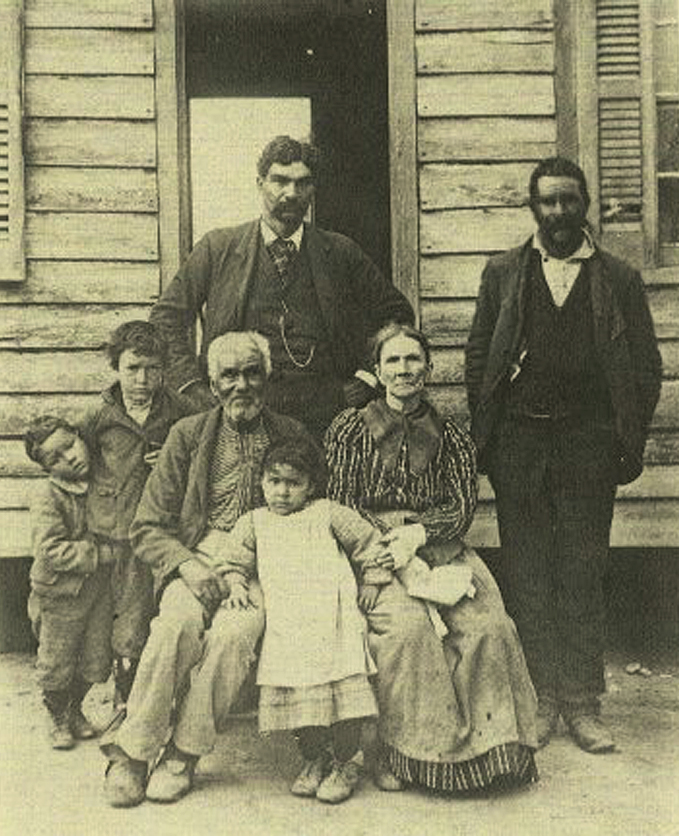
Nansemondfamilie im Norfolk County in Virginia um 1900

Die Angehörigen der Nansemond Indian Tribal Association leben am Nansemond River im Stadtgebiet von Suffolk in Virginia, wo sie schon vor der Ankunft der Europäer zu Beginn des 17. Jahrhunderts beheimatet waren. Der Stamm erhielt 1985 die staatliche Anerkennung Virginias und plant den Bau eines Stammeszentrums mit angeschlossenem Museum auf traditionellem Stammesgebiet am Nansemond River. Das jährliche Powwow findet im August statt. Häuptling der Nansemon ist zurzeit Barry W. Bass.
- Pamunkey

Die knapp 5 km² (1.500 Acres) große Pamunkey Indian Reservation liegt am Pamunkey River und grenzt an das King William County. Hier leben 31 Familien mit Stammesangehörigen und weitere sind im benachbarten Richmond sowie im gesamten Staat Virginia und den USA zu finden. Das Reservat existiert schon seit dem Jahr 1677. Der Stamm wird von einem Häuptling und einem sechsköpfigen Council geführt, die alle vier Jahre durch die Stammesmitglieder gewählt werden. Der US-Zensus aus dem Jahr 2000 ermittelte 347 Stammesangehörige. Häuptling der Pamunkey ist zurzeit Kevin Brown.
- Rappahannock

Im Jahr 1682 wurde den Rappahannock in Indian Neck am Rappahannock River rund 14 km² Land zugewiesen, auf dem ihre Nachkommen noch heute leben. Im Jahr 1983 erhielt der Stamm die staatliche Anerkennung als einer der historischen Stämme des Commonwealth of Virginia und 1996 wurde die bundesstaatliche Anerkennung beantragt. 1998 wählten die Rappahannock den ersten weiblichen Häuptling seit dem 17. Jahrhundert, G. Anne Richardson, die noch heute im Amt ist. Traditionell wird jährlich am zweiten Samstag im Oktober das Harvest Festival (Erntefest) im Kulturzentrum von Indian Neck gefeiert. Beim US-Zensus 2000 wurden 269 Stammesangehörige gezählt.
- Upper Mattaponi

Die heutige Wohngegend der Upper Mattaponi im King William County entsprach der Ortslage des Dorfes Passaunkack auf der Karte von Captain John Smith von 1612. Im 18. und 19. Jahrhundert wurden die Upper Mattaponi Adamtown Indians genannt, weil viele von ihnen den Namen Adams trugen. Erst im frühen 20. Jahrhundert wechselten sie den Namen in Upper Mattaponi Indian Tribe. Der Stamm erhielt die staatliche Anerkennung im Jahr 1883 und bemüht sich seit 1996 um die bundesstaatliche Anerkennung. Er erwarb eigenes Land, auf dem ein Stammeszentrum errichtet und kulturelle Veranstaltungen abgehalten werden sollen. Das Stammes-Powwow findet jährlich in der letzten Maiwoche statt. Aktueller Häuptling der Upper Mattaponi ist Kenneth Adams.